# بوپیواکائین/ملوکسیکام
بوپیواکائین/ملوکسیکام، که با نام تجاری Zynrelef عرضه می‌شود، یک داروی ترکیبی با دوز ثابت است که برای درمان درد زخم‌های کوچک تا متوسط پس از جراحی استفاده می‌شود. این دارو حاوی دو ماده موثره بوپیواکائین و ملوکسیکام است.
شایع‌ترین عوارض جانبی بوپیواکائین/ملوکسیکام، سرگیجه، یبوست، استفراغ و سردرد است.
این دارو برای استفاده پزشکی در اتحادیه اروپا در سپتامبر ۲۰۲۰، و در ایالات متحده در مه ۲۰۲۱ تأیید شد.